# Damià Campeny

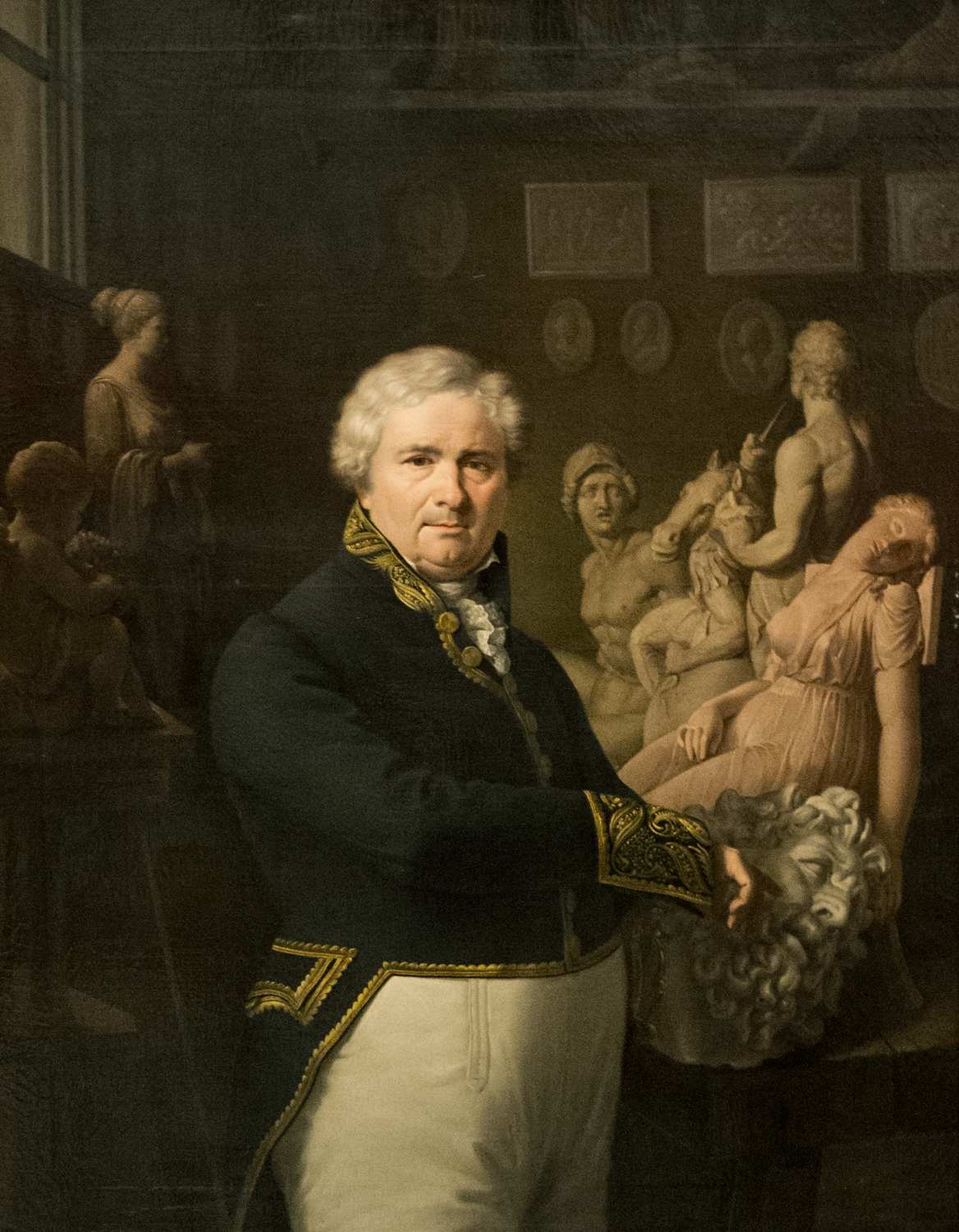
Ritratto di Damià Campeny.

Damià Campeny i Estrany (Mataró, 1771 – Barcellona, 1855) è stato uno scultore spagnolo.

## Biografia
Nato nella città catalana di Mataró, Damià Campeny ha studiato alla Escuela de la Lonja di Barcellona, imparando dallo scultore Salvador Gurri e da Nicolau Travé, e dove poi ha lavorato come professore e direttore della sezione di Scultura.
Nel 1797, dopo aver vinto una borsa di studio, viaggia a Roma dove conosce lo scultore Antonio Canova e dove vive per diciott'anni lavorando nello studio di restaurazione delle opere d'arte di proprietà del Vaticano. Tornato a Barcellona, ritorna a lavorare alla Escuela de la Lonja dove continua a realizzare altre opere per poi diventare accademico della Reale Accademia delle Belle Arti di San Giorgio, il 12 settembre del 1850.
Muore nella città dove ha lavorato la maggior parte della sua carriera cinque anni dopo, nel 1855.
Quando in vita, è stato nominato dal re si Spagna Ferdinando VII come Scultore della Camera del Re.